# Wayne Bridge
Wayne Michael Bridge (n. 5 august 1980) este un fotbalist englez retras din activitate, care a jucat la echipe precum Southampton, Chelsea și Manchester City.

## Meciuri la echipa națională
| Anglia | Anglia  | Anglia |
| An     | Meciuri | Goluri |
| ------ | ------- | ------ |
| 2002   | 9       | 0      |
| 2003   | 6       | 0      |
| 2004   | 5       | 1      |
| 2005   | 1       | 0      |
| 2006   | 3       | 0      |
| 2007   | 3       | 0      |
| 2008   | 5       | 0      |
| 2009   | 4       | 0      |
| Total  | 36      | 1      |

## Palmares
Southampton
- Finalist FA Cup: 2003

Chelsea
- FA Premier League: 2004–05
- FA Cup:2007
- League Cup: 2007

Anglia
- 2004 FA Summer Tournament

## Legături externe
- Wayne Bridge pe site-ul FIFA (arhivat)
- Wayne Bridge la Soccerbase
- Wayne Bridge la Englandstats